# Утияма, Косё
Косё Утияма (яп. 内山 興正, 1912, Токио — 13 марта 1998) — японский дзэн-буддийский монах школы Сото-сю, мастер оригами, настоятель храма Антайдзи вблизи Киото.

## Биография
В 1937 году Утияма окончил университет Васэда со степенью доктора европейской философии и в 1941 году был рукоположен в монахи мастером Кодо Саваки. После смерти Саваки Утияма устроил сэссин длиной в 49 дней в память своего учителя. С 1965 года до выхода на пенсию в 1975 году Утияма был настоятелем храма Антайдзи. На пенсии он продолжил литературную деятельность. Косё Утияма является автором более 20 книг по дзэн-буддизму и оригами, самая известная из которых — Opening the Hand of Thought: Foundations of Zen Buddhist Practice.